# Högskolan Väst
Högskolan Väst (HV), tidigare Högskolan i Trollhättan/Uddevalla (HTU), är en svensk statlig högskola i Trollhättan, grundad 1990.
Högskolan erbjuder utbildningsprogram på grundnivå, avancerad nivå samt forskarnivå och kurser inom intresseområdena data och IT, ekonomi och ledarskap, hälsa och vård, lärare och språk, media, människa och samhälle, samt teknik.
Läsåret 2019/2020 ges 27 utbildningsprogram på grundnivå, 17 program på avancerad nivå och cirka 200 fristående kurser inom olika intresseområden.
Högskolan Väst har drygt 13 000 studenter och 730 anställda, varav 60 professorer. Ett samlat campus ligger centralt i Trollhättan.
Högskolans övergripande profil är arbetsintegrerat lärande, AIL. Målet är att ge studenterna erfarenhet av arbetslivet redan under utbildningstiden. Högskolan Väst har regeringens uppdrag att utveckla pedagogiken kring AIL. Ett exempel på AIL i utbildning är Cooperative Education (Co-op) där studierna varvas med perioder av avlönat arbete. Ett annat exempel är verksamhetsförlagd utbildning, VFU. Arbetsintegrerat lärande är också ett eget viktigt tvärvetenskapligt forskningsfält. 
Forskningen vid Högskolan Väst bedrivs inom områdena teknik, samhällsvetenskap, vård- och hälsovetenskap och humaniora. Högskolan Västs prioriterade forskningsområden är Arbetsintegrerat lärande, Barn- och ungdomsvetenskap och Produktionsteknik.
Högskolan Väst har tillstånd att utfärda examen på forskarnivå inom området produktionsteknik och AIL.

## Historik

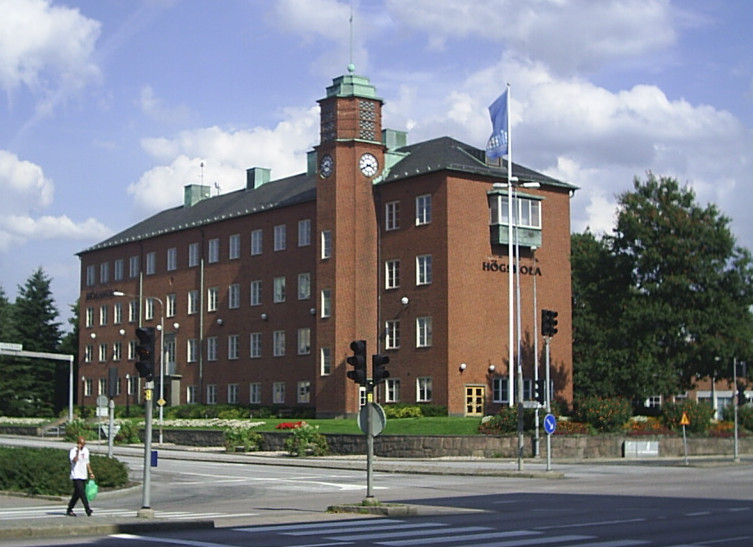
Före detta Polhemsgymnasiet i Trollhättan, som fram till 2007 användes av Högskolan Väst, och därefter byggts om till studentbostäder.

Högskolan Väst grundades 1990 under namnet "Högskolan i Trollhättan/Uddevalla". Mot slutet av 1990-talet slogs högskolan samman med Vårdhögskolan i Vänersborg.
År 2004 fattades, efter en segdragen kamp mellan de involverade kommunerna, ett beslut om att centralisera högskolan till Trollhättan. Namnbytet till Högskolan Väst genomfördes i januari 2006. Sedan hösten 2008 bedrivs all verksamhet i Trollhättan.

### Högskolan i årtal
- 1990 – Högskolan i Trollhättan/Uddevalla (HTU) etableras.
- 1993 – HTU börjar erbjuda basårsutbildning
- 1997 – HTU får sina första fasta forskningsanslag från regeringen
- 2000 – Hälsohögskolan Väst i Vänersborg blir en del av HTU.
- 2001 – Regeringen ger HTU nationellt uppdrag att utveckla det arbetsintegrerade lärandet - AIL
- 2002 – HTU håller sin första akademiska högtid med rektors- och professorsinstallation. Tre professorer installeras
- 2007 – Verksamheten på campus Uddevalla flyttar i juni till nybyggt campus i Trollhättan.
- 2008 – Verksamheten på campus Vänersborg flyttar sommaren 2008 till campus Trollhättan. Invigning av nya campus 12-13 september.
- 2008 – Produktionstekniskt Centrum, PTC, invigs på Innovatum i Trollhättan
- 2011 – Högskolan erhåller forskarexamenstillstånd inom produktionsteknik och arbetsintegrerat lärande
- 2012 – Högskolan startar egen forskarutbildning inom Produktionsteknik, Informatik med inriktning mot arbetsintegrerat lärande och Pedagogik med inriktning mot arbetsintegrerat lärande.

## Institutioner
- Institutionen för ekonomi och IT
- Institutionen för individ och samhälle
- Institutionen för ingenjörsvetenskap
- Institutionen för hälsovetenskap